# Dommarien
Dommarien – miejscowość i gmina we Francji, w regionie Grand Est, w departamencie Górna Marna.
Według danych na rok 2010 gminę zamieszkiwało 159 osób, a gęstość zaludnienia wynosiła 9 osób/km².